# Phrurolithus palgongensis
Phrurolithus palgongensis is een spinnensoort uit de familie van de Phrurolithidae.
De wetenschappelijke naam van de soort werd in 1988 gepubliceerd door Bo Keun Seo.